# Myonebrides crassepunctata
Myonebrides crassepunctata là một loài bọ cánh cứng trong họ Cerambycidae.